# Dioscorea villosa
Dioscorea villosa là một loài thực vật có hoa trong họ Dioscoreaceae. Loài này được L. mô tả khoa học đầu tiên năm 1753.